# ロマン・サラン
ロマン・サラン (Romain Salin、1984年7月29日 - ) は、フランス・マイエンヌ出身の元サッカー選手。現役時代のポジションはGK。

## 経歴
2016年夏、EAギャンガンと単年契約を結んだ。シーズン終了後に契約満了で退団。
2017年7月29日、スポルティングCPに2年契約で移籍した。
2019年6月18日、スタッド・レンヌに2年契約で移籍した。
2023年7月13日、CSマリティモに復帰した。
2023年9月、現役引退を表明した。

## タイトル
スポルティングCP
- タッサ・ダ・リーガ：2017-18, 2018-19
- タッサ・デ・ポルトガル：2018-19